# Специјални административни региони Кине
Специјални административни регион је једна од јединица административне поделе Кине. Под директном су управом Централне народне владе као саставне области државе, али поседују највећи степен аутономије. Специјални административни региони су Хонгконг и Макао.
Према принципу једна земља, два система, Централна влада Кине је одговорна за дипломатске, војне и друге послове на државном нивоу у специјалним административним регионима. Међутим, оба региона поседују своја вишестраначка законодавна тела, правне системе, полицијске снаге, одвојену царинску територију, имиграциону политику, саобраћај, службене језике, академски и образовни систем, представљање у одређеним међународним телима и представљање на међународним такмичењима, као и друге аспекте који спадају у аутономни ниво.

## Списак
| Назив    | Кинески (Т) / (П) | Јејл      | Пинјин    | Поштански код | Скраћеница                  | Становништво | Површина (km2) |    |       | Подела     |
| -------- | ----------------- | --------- | --------- | ------------- | --------------------------- | ------------ | -------------- | -- | ----- | ---------- |
| Хонгконг | 香港              | Hēunggóng | Xiānggǎng | Hongkong      | 港 (Gǎng), HK, HKSAR        | 7.184.000    | 1.104,4        | HK | CN-HK | 18 округа  |
| Макао    | 澳門 / 澳门       | Oumùhn    | Àomén     | Macao         | 澳 (Ào), MO, MC, MSAR, RAEM | 614.500      | 31,3           | MO | CN-MO | 8 жупанија |